# Vendelín Macho
Vendelín Macho (20. října 1931 Kamenec pod Vtáčnikom – 11. července 2011) byl slovenský a československý vědec, chemik, politik Komunistické strany Slovenska a poúnorový poslanec Národního shromáždění ČSSR a Sněmovny lidu Federálního shromáždění.

## Biografie
Ve věku 12 let byl přijat na osmileté gymnázium ve městě Prievidza, kde maturoval v roce 1951. Absolvoval pak Chemicko-technologickou fakultu dnešní Slovenské technické univerzity v Bratislavě, kde promoval roku 1956. Nastoupil do Výzkumného ústavu acetylénové chemie. Pak nastoupil jako aspirant na Chemicko-technologickou fakultu. Postupně získával další vědecké tituly a v roce 1968 obhájil doktorskou dizertaci na ČSAV. Stal se tehdy nejmladším držitelem titulu doktor věd v Československu. V roce 1969 se stal ředitelem Výzkumného ústavu pro petrochemii. Profiloval se jako vynálezce a inovátor. Měl na kontě téměř 500 vynálezů a téměř 200 odborných studií.
Ve volbách roku 1964 byl zvolen za KSS do Národního shromáždění ČSSR za Středoslovenský kraj. V Národním shromáždění zasedal až do konce volebního období parlamentu v roce 1968. K roku 1964 a 1968 se profesně uvádí jako chemik Výzkumného ústavu petrochemie Nováky. Byl zvolen za obvod Nováky.
Po federalizaci Československa usedl roku 1969 do Sněmovny lidu Federálního shromáždění (volební obvod Nováky). Ve Federálním shromáždění setrval do konce volebního období parlamentu, tedy do voleb roku 1971.
Ve vědeckém působení pokračoval i za normalizace. V roce 1978 získal titul zasloužilý vynálezce. Až do roku 1984 vedl Výzkumný ústav pro petrochemii, v roce 1982 se stal profesorem a roku 1983 členem korespondentem Slovenské akademie věd. V letech 1984-1998 vyučoval na své alma mater, Chemicko-technologické fakultě Slovenské technické univerzity v Bratislavě. V roce 1986 získal Národní cenu za výzkum a vývoj PVC a výrobu tlakových rour. Od roku 1998 byl profesorem Trenčínské univerzity Alexandra Dubčeka. V roce 2000 získal slovenské ocenění Vědec roku.